# San Nicolò d'Arcidano
San Nicolò d'Arcidano (sardisk: Arcidànu) er en by og en kommune (comune) i provinsen Oristano i regionen Sardinien i Italien. Byen ligger i 13 meters højde og har 2.663 indbyggere (2016). Kommunen har et areal på 28,36 km² og grænser til kommunerne Guspini, Pabillonis, Mogoro, Terralba og Uras.